# BCD Travel
 (juin 2011).
Si vous disposez d'ouvrages ou d'articles de référence ou si vous connaissez des sites web de qualité traitant du thème abordé ici, merci de compléter l'article en donnant les références utiles à sa vérifiabilité et en les liant à la section « Notes et références ».
BCD Travel est une agence de voyages d'affaires basée à Utrecht aux Pays-Bas. BCD Travel est un acteur majeur du voyage d'affaires et se place au 3e rang mondial des agences de voyages d'affaires. BCD Travel est présent dans 95 pays et compte plus de 41 000 clients, multinationales et PME-PMI confondues.

## Historique
Le groupe BCD Travel a vu le jour le 3 janvier 2006 lorsque BCD Holdings N.V a racheté TQ3 (zones Eastern Middle East Africa et Asie Pacifique) et The Travel Company (UK). Ces deux entreprises ont fusionné avec World Travel BTI sous une même enseigne pour former BCD Travel.